# Jamie-Lynn Sigler
Jamie-Lynn Sigler (Jericho, New York, 1981. május 15. –) amerikai színésznő, énekesnő. Legismertebb alakítása Meadow Soprano az HBO Maffiózók című sorozatában volt.

## Fiatalkora
Jamie-Lynn Sigler Jericho-ban született Steve és Connie Sigler gyermekeként. Két bátyja van, Brian és Adam. Apja, a Men's Senior Baseball League alapítója, görög szefárd zsidók és romániai zsidók leszármazottja, anyja kubai származású katolikus, aki férjhezmenetele után áttért a zsidó vallásra. Sigler hétéves korában kezdett színdarabokban szerepelni és énekelni. Zsidó iskolába járt és bát micvája is volt, középiskolai tanulmányait pedig a Jericho Középiskolában (Jericho High School) végezte. Az Old Bethpage-i Cultural Arts Playhouse-ban is tanult.

## Pályafutása

### Színészként
1997-ben kiválasztották Meadow Soprano, egy New Jersey-i maffiafőnök, Tony Soprano lányának szerepére a Maffiózók című HBO-sorozat pilot epizódjába. A műsor 1999-ben került bemutatásra és hatalmas sikert aratott, Sigler pedig híressé vált. Ezt a szerepet 2007-ig, a sorozat befejezéséig játszotta.
2000-ben, a Campfire Stories hamburgi forgatása alatt a Lyme-kórtól több napig deréktól lefelé lebénult.
2001-ben Sigler alakította a Cinderella (Hamupipőke) musical címszereplőjét a The Theatre at Madison Square Garden turnéján. Ezután öt hónapig (2002 októberétől 2003 februárjáig) Belle szerepét játszotta A szépség és a szörnyeteg színpadi változatában a Broadway-on. Pályafutása során több más színpadi előadásban is szerepelt.
2004-ben Heidi Fleiss-t alakította az USA Network Call Me: The Rise and Fall of Heidi Fleiss című tévéfilmjében. 2005-ben a Dilis randi című független filmben, majd a A sztárkivetettben szerepelt, 2006-ban pedig a Bongiorno, bantu testvér!-ben játszott. Az utóbbi, Mike Cerron rendezte alkotásban Allit, Renato/Leroy (Donald Faison) barátnőjét alakította.
2008-ban a Törtetők című sorozat ötödik évadjában önmagát alakította a sorozatbeli Turtle szerelmeként. A hatodik évadban is látható volt, miután a való életben is kapcsolatban volt a Turtle-t alakító Jerry Ferrara színésszel. 2008 novemberében az Így jártam anyátokkal sorozat A húúú-lányok című epizódjában szerepelt. Ugyanazon év decemberében a Saturday Night Live műsorban fellépő The Lonely Island humortrió egyik videóklipjében, a "Jizz in My Pants"-ben is látható volt.
2009-ben a Ki ez a lány? (Ugly Betty) című vígjátéksorozatban tűnt fel öt epizód erejéig. 2010-ben a Beneath the Dark című pszichothrillerben játszott. 2012-2013 között a Guys with Kids sorozat egyik főszereplője volt.

### Énekesként
2001-ben kiadta Here to Heaven című popalbumát, melyen a Cry Baby című dal is hallható. A lemezből kevés fogyott el, és 2007-ben Sigler azt nyilatkozta, hogy szégyellte magát az album sikertelensége miatt, és nem kellett volna kiadni azt. 2012-ben együttműködött Romeo Santos énekessel a "You" című dal munkálataiban, és a videóklipben is látható volt.

### Könyv
2002-ben társszerzője volt a Wise Girl: What I've Learned About Life, Love, and Loss (magyarul: Okos lány: Amit az életről, szerelemről és veszteségről tanultam).

## Élete
Sigler tizenkilenc éves korában találkozott Abraxas „A.J.” DiScala-val, aki az ügynöke lett. Mielőtt a színésznő 21 éves lett, randevúzni kezdtek, majd 2003. július 11-én összeházasodtak. Később megváltoztatta nevét Jamie-Lynn DiScala-ra. 2005 szeptemberében Sigler és DiScala elváltak, a színésznő pedig újra felvette leánykori nevét.
2008-ban Sigler a Taglit–Birthright Israel program keretében meglátogatta Izraelt. Az utazás nagy hatással volt rá, Izraelt pedig így nyilatkozott: „az egyik legszebb, leginspirálóbb hely, ahol valaha jártam.” Elmondása szerint az út alatt jobban megértette a zsidó azonosság megőrzésének fontosságát. Ugyanabban az évben Sigler romantikus kapcsolatba került Jerry Ferrara színésszel, akivel a Törtetők című sorozatban is egy párt alkottak. 2009-ben szakítottak, később pedig Mark Sanchez amerikaifutball-játékossal került közeli kapcsolatba a színésznő.
2012 óta Sigler Cutter Dykstra baseball-játékos a partnere, 2013 januárjában pedig eljegyezték egymást. Ugyanazon év februárjában a pár bejelentette, hogy gyereket várnak. Sigler 2013 augusztus 28-án szülte meg fiukat, Beau Kyle Dykstra-t.

## Szerepei

### Film
| Film | Film                      | Film                       | Film           | Film                                |
| Év   | Magyar cím                | Eredeti cím                | Szerep         | Megjegyzés                          |
| ---- | ------------------------- | -------------------------- | -------------- | ----------------------------------- |
| 1998 | Bűnös negyed              | A Brooklyn State of Mind   | Fiatal Angie   |                                     |
| 2001 |                           | Campfire Stories           | Natalie        |                                     |
| 2003 |                           | Death of a Dynasty         | Szexi nő       |                                     |
| 2005 | Dilis randi               | Extreme Dating             | Amy Baker      |                                     |
| 2005 | A sztárkivetett           | Love Wrecked               | Alexis Manetti |                                     |
| 2006 | Bongiorno, bantu testvér! | Homie Spumoni              | Alli Butterman | Jamie-Lynn DiScala néven            |
| 2006 |                           | Blinders                   | Alexa          | Rövidfilm; Jamie-Lynn DiScala néven |
| 2006 |                           | Dark Ride                  | Cathy          |                                     |
| 2007 | New York-i szerenád       | New York City Serenade     | Lynn           |                                     |
| 2010 |                           | Trophy Wife                | Christina      | Rövidfilm                           |
| 2010 |                           | Beneath the Dark           | Adrienne       |                                     |
| 2011 |                           | Son of Morning             | Jamie          |                                     |
| 2011 |                           | The Matthew Morrison Story |                | Rövidfilm                           |
| 2012 |                           | Divorce Invitation         | Dylan          |                                     |
| 2012 |                           | I Do                       | Ali Federman   |                                     |
| 2012 |                           | Jewtopia                   | Hannah Daniels |                                     |
| 2013 |                           | Anatomy of the Tide        | Gina Harper    |                                     |
| 2014 |                           | Broken Tail Light          | Anya           | Rövidfilm                           |

### Televízió
| Televízió | Televízió             | Televízió                                  | Televízió      | Televízió                                                                                    |
| Év        | Magyar cím            | Eredeti cím                                | Szerep         | Megjegyzés'                                                                                  |
| --------- | --------------------- | ------------------------------------------ | -------------- | -------------------------------------------------------------------------------------------- |
| 1999-2007 | Maffiózók             | The Sopranos                               | Meadow Soprano | Televíziós sorozat; 72 epizód Több elismerés és jelölés (Lásd: Díjai és elismerései szakasz) |
| 2004      |                       | Call Me: The Rise and Fall of Heidi Fleiss | Heidi Fleiss   | Tévéfilm; Jamie-Lynn DiScala néven                                                           |
| 2004      | Will és Grace         | Will & Grace                               | Ro             | Televíziós sorozat; 2 epizód; Jamie-Lynn DiScala néven                                       |
| 2005-2007 |                       | Higglytown Heroes                          | Ms. Fern       | Animációs sorozat; 3 epizód; szinkronhang                                                    |
| 2007      | A gonoszok eljövetele | The Gathering                              | Maggy Rule     | Televíziós sorozat                                                                           |
| 2008      | Így jártam anyátokkal | How I Met Your Mother                      | Jillian        | Televíziós sorozat; 1 epizód                                                                 |
| 2008      |                       | Saturday Night Live                        | Check-Out Girl | Televíziós sorozat; 1 epizód: "Jizz in My Pants"; nem szerepel a stáblistán                  |
| 2008–2009 | Törtetők              | Entourage                                  | Önmaga         | Televíziós sorozat; 13 epizód                                                                |
| 2009      | Ki ez a lány?         | Ugly Betty                                 | Natalie        | Televíziós sorozat; 5 epizód                                                                 |
| 2010      |                       | Backwash                                   | Prudence       | Televíziós sorozat; 1 epizód                                                                 |
| 2011      |                       | Criminal Behavior                          | Brooke Kross   | Tévéfilm                                                                                     |
| 2011      | Haláli testcsere      | Drop Dead Diva                             | Tina Howard    | Televíziós sorozat; 1 epizód                                                                 |
| 2012      |                       | Last Man Standing                          | Gabriella      | Televíziós sorozat; 1 epizód                                                                 |
| 2012      |                       | Guys with Kids                             | Emily          | Televíziós sorozat; 17 epizód                                                                |
| 2013      |                       | Hollywood Game Night                       | Önmaga         | Televíziós vetélkedő; 1 epizód                                                               |
| 2014      | Így neveld a Faterod  | Dads                                       | Elsa           | Televíziós sorozat; 1 epizód                                                                 |

## Lemezei
- 2001: Here to Heaven[5]

## Díjai és elismerései
Munkássága során több díjat és elismerést is kapott.
| Év   | Díj                     | Kategória | Alkotás címe | Eredmény |
| ---- | ----------------------- | --- | ------------ | -------- |
| 2000 | Screen Actors Guild-díj | Legjobb színtársulati alakítás egy drámasorozatban (megosztva: James Gandolfini, Lorraine Bracco, Dominic Chianese, Edie Falco, Michael Imperioli, Nancy Marchand, Robert Iler, Tony Sirico, Steven Van Zandt, Vincent Pastore)                                                                                                  | Maffiózók    | Elnyerte |
| 2001 | Screen Actors Guild-díj | Legjobb színtársulati alakítás egy drámasorozatban (megosztva: James Gandolfini, Lorraine Bracco, Dominic Chianese, Drea de Matteo, Edie Falco, Michael Imperioli, Nancy Marchand, David Proval, Robert Iler, Tony Sirico, Aida Turturro, Steven Van Zandt, Vincent Pastore)                                                     | Maffiózók    | Jelölve  |
| 2002 | Screen Actors Guild-díj | Legjobb színtársulati alakítás egy drámasorozatban (megosztva: James Gandolfini, Lorraine Bracco, Federico Castelluccio, Dominic Chianese, Michael Imperioli, Drea de Matteo, Edie Falco, Robert Iler, Joe Pantoliano, Steve Schirripa, Tony Sirico, Aida Turturro, Steven Van Zandt, John Ventimiglia)                          | Maffiózók    | Jelölve  |
| 2003 | Screen Actors Guild-díj | Legjobb színtársulati alakítás egy drámasorozatban (megosztva: James Gandolfini, Lorraine Bracco, Federico Castelluccio, Dominic Chianese, Vincent Curatola, Michael Imperioli, Drea de Matteo, Edie Falco, Joe Pantoliano, Steve Schirripa, Robert Iler, Tony Sirico, Aida Turturro, Steven Van Zandt, John Ventimiglia)        | Maffiózók    | Jelölve  |
| 2005 | Screen Actors Guild-díj | Legjobb színtársulati alakítás egy drámasorozatban (megosztva: James Gandolfini, Lorraine Bracco, Steve Buscemi, Dominic Chianese, Vincent Curatola, Drea de Matteo, Michael Imperioli, Robert Iler, Edie Falco, Steve Schirripa, Tony Sirico, Aida Turturro, Steven Van Zandt, John Ventimiglia)                                | Maffiózók    | Jelölve  |
| 2007 | Screen Actors Guild-díj | Legjobb színtársulati alakítás egy drámasorozatban (megosztva: James Gandolfini, Sharon Angela, Lorraine Bracco, Max Casella, Dominic Chianese, Michael Imperioli, Edie Falco, Joseph R. Gannascoli, Dan Grimaldi, Steve Schirripa, Robert Iler, Tony Sirico, Aida Turturro, Maureen Van Zandt, Steven Van Zandt, Frank Vincent) | Maffiózók    | Jelölve  |
| 2008 | Screen Actors Guild-díj | Legjobb színtársulati alakítás egy drámasorozatban (megosztva: James Gandolfini, Greg Antonacci, Lorraine Bracco, Edie Falco, Michael Imperioli, Dan Grimaldi, Arthur J. Nascarella, Steve Schirripa, Matt Servitto, Robert Iler, Tony Sirico, Aida Turturro, Steven Van Zandt, Frank Vincent)                                   | Maffiózók    | Elnyerte |
| 2008 | TV Land-díj             | Testvérek, akiknek láttán hálás vagy saját őrült családodért (Siblings That Make You Grateful for Your Own Crazy Family) (megosztva: Robert Iler) | Maffiózók    | Jelölve  |
| 2001 | ALMA-díj                | Kiváló színésznő egy televíziós sorozatban | Maffiózók    | Jelölve  |
| 2002 | ALMA-díj                | Kiváló színésznő egy televíziós sorozatban | Maffiózók    | Jelölve  |
| 2008 | ALMA-díj                | Kiváló tévészínésznő | Törtetők     | Jelölve  |
| 2013 | FilmOut San Diego       | Legjobb női mellékszereplő | I Do         | Elnyerte |
| 2000 | Young Artist-díj        | Legjobb alakítás egy televíziós drámasorozatban - fiatal női mellékszereplő | Maffiózók    | Jelölve  |
| 2001 | Young Artist-díj        | Legjobb alakítás egy televíziós drámasorozatban - fiatal női mellékszereplő | Maffiózók    | Jelölve  |
| 1999 | YoungStar-díj           | Legjobb fiatal színésznői alakítás egy televíziós drámasorozatban | Maffiózók    | Elnyerte |
| 2000 | YoungStar-díj           | Legjobb fiatal színésznői alakítás egy televíziós drámasorozatban | Maffiózók    | Elnyerte |